# هفتمین دوره جوایز بازی بفتا
هفتمین دوره جوایز بازی آکادمی بریتانیا (انگلیسی: 7th British Academy Games Awards) مراسمی بود که در ۱۶ مارس ۲۰۱۱ در هتل هیلتون لندن برگزار شد. این مراسم به افتخار دستاوردهای بازی های ویدئویی در سال ۲۰۱۰ برگزار شد و دارا او برین میزبان مراسم بود. هوی رین برنده اصلی مراسم بود و سه جایزه را از هفت جایزه موجود را گرفت.